# Partito Popolare Italiano (1919)
Il Partito Popolare Italiano (PPI) è stato un partito politico italiano fondato il 18 gennaio 1919 da don Luigi Sturzo insieme a Giovanni Battista Bertone, Giovanni Bertini, Giovanni Longinotti, Achille Grandi, Angelo Mauri, Sebastiano Schiavon, Remo Vigorelli e Giulio Rodinò. 
Ispirato alla dottrina sociale della Chiesa cattolica, il PPI rappresentò per i cattolici italiani il ritorno organizzato alla vita politica attiva dopo lunghi decenni di assenza a causa del non expedit conseguente alle vicende dell'unificazione nazionale.
Scioltosi nel 1926 a causa della dittatura fascista, il partito fu rifondato nel 1943 col nome di Democrazia Cristiana (a cui don Sturzo non aderì mai formalmente), che fu il primo partito italiano in tutte le elezioni nazionali dal 1946 al 1994. Dopo lo scioglimento della DC nel 1994, fu rifondato il Partito Popolare Italiano.

## Storia

### Inizi

#### Fondazione
L'idea di Romolo Murri di costituire una formazione operante in campo politico aveva trovato ostilità da parte del Vaticano: il suo mancato accoglimento poteva riferirsi a una contrapposizione dottrinale che investiva più il campo religioso che quello politico. Così, diversi democratici cristiani subirono la condanna insieme ai modernisti. In seguito il clima cominciò a cambiare e in questo contesto don Sturzo diede vita al PPI.
Nel PPI confluirono le varie componenti del variegato mondo cattolico e culturale italiano:
- l'Unione elettorale cattolica italiana di Vincenzo Ottorino Gentiloni;
- i conservatori nazionali di Stefano Cavazzoni, Carlo Santucci e Stefano Jacini;
- i clerico-moderati di Alcide De Gasperi, già segretario del Partito Popolare Trentino (sciolto nel 1920);
- i giovani democratici cristiani di Romolo Murri;
- i cattolici sindacalisti di Achille Grandi, Giovanni Gronchi e Guido Miglioli (a cui era legato, tra gli altri, anche Riccardo Lombardi).

Tra novembre e dicembre 1918 don Sturzo riunì a Roma, in via dell'Umiltà 36, un gruppo di amici per alcune riunioni preparatorie.

#### Ideologia e simboli
Le direttive programmatiche del nascente partito furono esposte nell′Appello ai liberi e forti. L'Appello accettava ed esaltava il ruolo della Società delle Nazioni, difendeva "le libertà religiose contro ogni attentato di setta", il ruolo della famiglia, la libertà d'insegnamento, il ruolo dei sindacati. I proponenti ponevano particolare attenzione a riforme democratiche come l'ampliamento del suffragio elettorale (compreso il voto alle donne) ed esaltavano il ruolo del decentramento amministrativo e della piccola proprietà rurale contro il latifondismo.

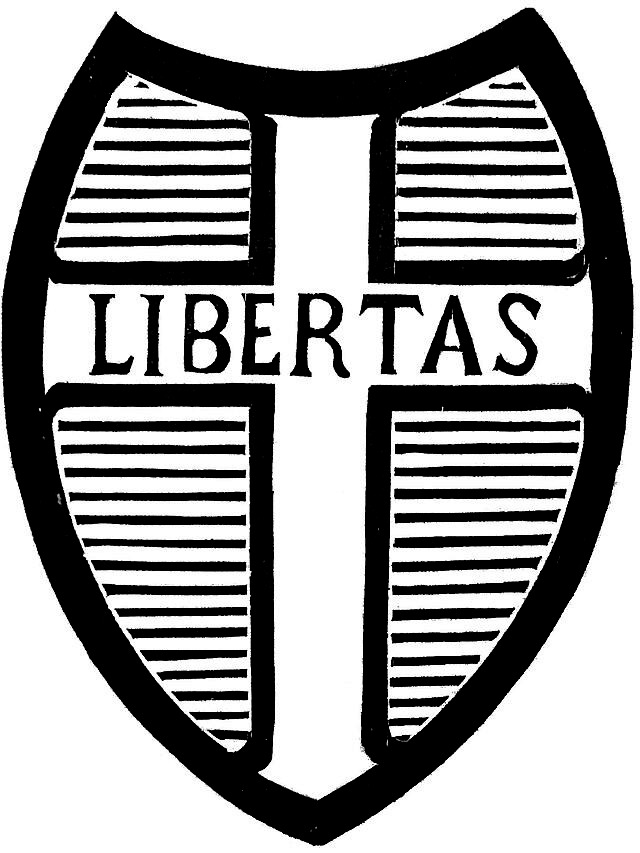
Logo del PPI in una rivista nel 1919

Il PPI, però, secondo l'espressa volontà di Sturzo, era apertamente interconfessionale (partito di cattolici ma non cattolico), interclassista, che traeva la sua ispirazione dalla dottrina sociale cristiana, ma che non voleva dipendere dalla gerarchia cattolica. Durante il primo congresso del 1919 Sturzo, motivando la scelta di non avere riferimenti alla religione cattolica nel nome del partito, affermava: "È superfluo dire perché non ci siamo chiamati partito cattolico. I due termini sono antitetici; il cattolicismo è universalità; il partito è politica, è divisione. Fin dall'inizio abbiamo escluso che la nostra insegna politica fosse la religione, ed abbiamo voluto chiaramente metterci sul terreno specifico di un partito, che ha per oggetto diretto la vita pubblica della nazione". Questa iniziale confusione del ruolo del partito non contribuì a farne comprendere la vera natura, forse troppo moderna per l'Italia di quegli anni. Sturzo, infatti, faticò molto a mantenere l'autonomia del partito dalle gerarchie, anche perché il partito aveva raccolto anime tenute spesso insieme solo dalla comune ispirazione religiosa.
L'emblema scelto dal partito, conservato poi dalla Democrazia Cristiana, fu lo Scudo Crociato con il motto Libertas, rappresentante da un lato la difesa dei valori cristiani e dall'altro il legame con i Liberi Comuni medievali italiani. Da qui il forte impegno per il decentramento amministrativo ed uno Stato snello ed efficiente.

#### Diffusione
Il partito, grazie alla buona diffusione dell'Azione Cattolica al Nord, delle leghe dei contadini in Italia centrale, delle società di mutuo soccorso al Sud e del Confederazione italiana dei lavoratori in tutto il paese, conobbe una rapida diffusione organizzativa. A questo si aggiunse il favore di molti sacerdoti che lo videro come il "partito cattolico" e per questo vicino alle posizioni del Vaticano.

### Elezioni del novembre 1919
Appena fondato, il PPI poté contare in Parlamento su 19 deputati, eletti in precedenza con il cosiddetto Patto Gentiloni. Alle elezioni del 16 novembre 1919 (le prime dopo la riforma elettorale in senso proporzionale) raccolse il 20,5% dei voti, cioè 1.167.354 preferenze, e 100 deputati, dimostrando di essere una forza indispensabile per la formazione di qualsiasi governo.
Nel suo programma il PPI ricalcò sostanzialmente i principi-cardine della Dottrina sociale della Chiesa cattolica sostenendo, fra l'altro:
- l'integrità della famiglia,
- il voto alle donne,
- la libertà di insegnamento,
- il riconoscimento giuridico e la libertà dell'organizzazione di classe nell'unità sindacale,
- la legislazione sociale nazionale ed internazionale,
- l'autonomia degli enti pubblici ed il decentramento amministrativo (Regioni),
- la riforma tributaria sulla base dell'imposta progressiva,
- il sistema elettorale proporzionale,
- la libertà della Chiesa,
- la Società delle Nazioni,
- il disarmo universale.

in particolare il PPI si prefisse di svolgere e svolse un'azione antitrasformista ed antimoderata.
Nel campo politico nazionale del primo dopoguerra il PPI esercitò una funzione di equilibrio combattendo gli estremismi ed i privilegi di classe. Tale azione, peraltro a causa del massimalismo del Partito socialista (PSI) e della diffidenza verso questi di Sturzo, impedì la collaborazione tra PSI e PPI, che avrebbe garantito al Paese un governo stabile e che avrebbe impedito la conquista del potere del fascismo. In ciò incisero, da una parte l'anticlericalismo socialista, dall'altra la forte diffidenza verso il PSI sia della gerarchia ecclesiastica che della destra del PPI.

### Elezioni del 1921

Don Luigi Sturzo con alcuni congressisti al congresso PPI di Venezia (20-23 ottobre 1921).

Alle elezioni del 15 maggio 1921 il PPI confermò la sua forza elettorale con il 20,4% dei voti e 108 deputati. Nel frattempo le squadre fasciste cominciarono ad attaccare non solo le sedi socialiste, ma anche quelle popolari e quelle delle associazioni cattoliche. Al 3º Congresso, a Venezia, il partito influenzato dalla paura verso i socialisti e condizionato dal clima generale di "moralizzazione" della vita del Paese, preferì assumere una posizione attendista nei confronti del fascismo.
Dopo la marcia su Roma (28 ottobre 1922), per frenare l'irrompere dello squadrismo fascista e l'azione di asservimento dello Stato da parte del partito fascista e nell'illusione di una normalizzazione, il PPI accettò, contro il parere di don Sturzo (il quale si era espresso invece a favore di una collaborazione con i socialisti proprio in chiave antifascista), che alcuni suoi uomini entrassero, nell'ottobre del 1922, nel governo Mussolini: Vincenzo Tangorra ministro del Tesoro e Stefano Cavazzoni ministro del Lavoro e Previdenza Sociale. Nell'aprile del 1923, però, la collaborazione venne meno perché il 4º Congresso del partito, svoltosi a Torino, chiedendo il mantenimento del sistema elettorale proporzionale e l'inserimento del fascismo all'interno del quadro istituzionale, provocò le ire di Benito Mussolini. Il partito visse una crisi interna perché la destra del partito si allineò sulle posizioni filo-fasciste e di fatto abbandonò il partito. L'unico deputato del Partito Popolare a negare il suo voto alla legge Acerbo fu Giovanni Merizzi di Sondrio.

### Elezioni del 1924

I delegati dell'ultimo congresso del Partito Popolare (Roma, 1925), riuniti attorno al ritratto di don Sturzo, in esilio a Londra.

Nelle elezioni del 6 aprile 1924, svoltesi in un clima di violenze e brogli elettorali perpetrati dai fascisti, il PPI riuscì comunque ad ottenere il 9,0% dei voti e 39 deputati e divenne il primo tra i partiti non-fascisti. Visto vano ogni tentativo di impedire l'instaurazione della dittatura, dopo l'assassinio del deputato socialista Giacomo Matteotti (1924), il PPI partecipò alla secessione dell'Aventino e passò all'opposizione, dove rimase fino al suo forzato scioglimento avvenuto il 9 novembre 1926. Tutti i maggiori esponenti furono costretti all'esilio (don Sturzo, Giuseppe Donati, Francesco Luigi Ferrari) o a ritirarsi dalla vita politica e sociale (Alcide De Gasperi).
Nonostante la breve vita (sette anni in tutto), l'esperienza del PPI incise a fondo nella società italiana. Lo storico Federico Chabod definì la comparsa del PPI come "l'avvenimento più notevole della storia italiana del XX secolo" e il comunista Antonio Gramsci ebbe a scrivere che con il PPI "avrebbe assunto una forma organica e si sarebbe incarnato nelle masse il processo di rinnovamento del popolo italiano".

## Segretari
- Luigi Sturzo (18 gennaio 1919 - 10 luglio 1923)
- Segreteria congiunta composta da Giulio Rodinò, Giuseppe Spataro e Giovanni Gronchi (11 luglio 1923 - 20 maggio 1924)
- Alcide De Gasperi (20 maggio 1924 - 14 dicembre 1925)
- Segreteria collettiva composta dalla Pentarchia Antonio Alberti, Giovanni Battista Migliori, Marco Rocco, Rufo Ruffo della Scaletta e Dino Secco Suardo (14 dicembre 1925 - 9 novembre 1926)

## Congressi
- I Congresso - Bologna, 14-16 giugno 1919
- II Congresso - Napoli, 8-11 aprile 1920
- III Congresso - Venezia, 20-23 ottobre 1921
- IV Congresso - Torino, 12-13 aprile 1923
- V Congresso - Roma, 28-30 giugno 1925

## Risultati elettorali
| Elezione       | Elezione       | Voti      | %     | Seggi     |
| -------------- | -------------- | --------- | ----- | --------- |
| Politiche 1919 | Politiche 1919 | 1.167.354 | 20,53 | 100 / 508 |
| Politiche 1921 | Politiche 1921 | 1.347.305 | 20,4  | 108 / 535 |
| Politiche 1924 | Politiche 1924 | 645.789   | 9,01  | 39 / 535  |

## Governo
- Governo Nitti I, (23 giugno 1919 - 21 maggio 1920)
  - Cesare Nava, Ministro per le terre liberate dal nemico
- Governo Nitti II, (22 maggio 1920 - 10 giugno 1920)
  - Giuseppe Micheli, Ministro dell'Agricoltura
  - Giulio Rodinò, Ministro della guerra
- Governo Giolitti V, (15 giugno 1920 - 4 luglio 1921)
  - Giuseppe Micheli, Ministro dell'Agricoltura
  - Giulio Rodinò, Ministro della guerra dal 2 aprile 1921 al 4 luglio 1921
  - Filippo Meda, Ministro del tesoro del 22 maggio 1920 al 2 aprile 1921
- Governo Bonomi I, (4 luglio 1921 - 26 febbraio 1922)
  - Angelo Mauri, Ministro dell'Agricoltura
  - Giulio Rodinò, Ministro della Giustizia e Affari di Culto
  - Giuseppe Micheli, Ministro dei lavori pubblici
- Governo Facta I, (26 febbraio 1922 - 1º agosto 1922)
  - Giovanni Bertini, Ministro dell'Agricoltura
  - Giovambattista Bertone, Ministro delle Finanze
  - Antonino Anile, Ministro della Pubblica Istruzione
- Governo Facta II, (1º agosto 1922 - 31 ottobre 1922)
  - Giovanni Bertini, Ministro dell'Agricoltura
  - Giovambattista Bertone, Ministro delle Finanze
  - Antonino Anile, Ministro della Pubblica Istruzione
- Governo Mussolini (31 ottobre 1922 - 25 luglio 1943)
  - Ernesto Vassallo, Sottosegretario di Stato del Ministero degli Esteri dal 31 ottobre 1922 al 27 aprile 1923
  - Fulvio Milani, Sottosegretario di Stato del Ministro della Giustizia e Affari di Culto dal 31 ottobre 1922 al 27 aprile 1923
  - Giovanni Gronchi, Sottosegretario di Stato del Ministero dell'Industria e Commercio dal 31 ottobre 1922 al 27 aprile 1923
  - Stefano Cavazzoni, Ministro del Lavoro e Previdenza sociale dal 31 ottobre 1922 al 27 aprile 1923
  - Vincenzo Tangorra, Ministro del tesoro dal 31 ottobre 1922 al 21 dicembre 1922

### Articoli
- (IT) Giuseppe Portonera, Partito, Popolare, Italiano: tre caratteri fondamentali di una storia interrotta, in ho theológos nuova serie; Quadrimestrale della Facoltà Teologica di Sicilia «S. Giovanni Evangelista», Anno XXXI (2013) 1-2, Palermo.